# Yosvany Falcón
Yosvany Falcón (* 24. Juni 1979 in Pinar del Río) ist ein ehemaliger kubanischer Radrennfahrer.
Yosvany Falcon gewann im Jahr 2000 eine Etappe bei der Vuelta a Cuba. Im nächsten Jahr wurde er kubanischer Vizemeister im Straßenrennen. 2003 gewann er zum zweiten Mal eine Etappe bei der Vuelta a Cuba. In der Saison 2005 fuhr Falcon für die Aerospace Engineering Pro Equipe, wo er auf einem Teilstück der Tour of Puerto Rico erfolgreich war. Im 2007 wechselte er zum US-amerikanischen Continental Team AEG Toshiba-Jetnetwork. Im selben Jahr konnte er zwei Etappen bei der Vuelta a la Independencia Nacional gewinnen.

## Erfolge
2000
- eine Etappe Vuelta a Cuba

2003
- eine Etappe Vuelta a Cuba

2007
- zwei Etappen Vuelta a la Independencia Nacional

## Teams
- 2005 Aerospace Engineering Pro Equipe
- 2007 AEG Toshiba-Jetnetwork
- 2008 Toshiba-AEG
- 2011 RealCyclist.com Cycling Team
- 2012 Wonderful Pistachios Cycling
- 2013 Sharecare Cycling-Wheelandspocket.com